# Nagroda Akatsuki
Nagroda Akatsuki (jap. 赤塚賞 Akatsuka Shō) – nagroda przyznawana co pół roku (od 1974 r.) przez japońskiego wydawcę Shueisha, pod zwierzchnictwem którego wydawany jest magazyn Weekly Shōnen Jump. Celem przyznawania nagrody jest nagradzanie nowych twórców mangi komediowej. Nazwa nagrody pochodzi od nazwiska jednego z najbardziej utytułowanych twórców mang komediowych Fujio Akatsuki.
Nagroda Akatsuki jest odpowiednikiem Nagrody Tezuki, przyznawanej nowym artystom za najlepszą historię przedstawioną w mandze.

## Nagrodzeni
Nagrodą zostali wyróżnieni między innymi:
- Takeshi Okano
- Kazumata Oguri
- Mitsutoshi Shimabukuro
- Norihiro Yagi
- Yusuke Murata